# Linlithgow-i várpalota
A linlithgow-i várpalota (angolul: Linlithgow Palace) romjai Linlithgow (IPA: [lɪnˈlɪθgəʊ], skótul: Gleann Iucha, scots nyelven: Lithgae) városában (West Lothian, Skócia) találhatók, 25 kilométerre nyugatra Edinburgh-tól. 
A 12. században egy királyi udvarház állt a helyén. Ezt váltotta aztán a 'the Peel' (őrtorony) nevű erősség, melyet a 14. században építettek I. Eduárd angol király csapatai. Az udvarház helye ideális katonai bázis volt az Edinburgh-i vár és Stirling vára közötti utánpótlás útvonal biztosítására. 1424-ben Linlithgow városa részben megsemmisült egy nagy tűzvészben. I. Jakab skót király kezdte meg a várpalota újjáépítését, azzal a céllal, hogy itt lesz a skót királyság nagy rezidenciája. A következő évszázadokban a várpalota szabályos királyi udvari épületté vált. Ebben meghatározó szerepe volt III. Jakab és IV. Jakab királyoknak. V. Jakab király, aki ebben a várpalotában született 1512 áprilisában,  építtette a külső kapubejáratot és egy szépen kidolgozott udvari szökőkutat.  I. Mária (más néven Stuart Mária, „a skótok királynője”) királynő ugyancsak a várpalotában született 1542 decemberében és uralkodása alatt gyakran tartózkodott itt.  Miután 1603-ban VI. Jakab skót király I. Jakab néven megszerezte az angol trónt, a királyi udvar bázisa Anglia lett és Linlithgow szerepe jelentéktelenné vált.  Bár I. Jakab 1618 és 1622 között újjáépíttette az északi oldalt, ezt követően az egyetlen uralkodó, aki Linlithgow-ban tartózkodott I. Károly király volt, ő 1633-ban egy éjszakát töltött a várpalotában.   A várpalota hattyúdala 1745-ben volt, amikor Bonnie Prince Charlie látogatott ide a déli menetelés alkalmával, de nem maradt itt éjszakára. Azt mesélik, ez alkalommal tiszteletére bor folyt a szökőkútból. Duke of Cumberland csapatai 1746 januárjában felgyújtották a várpalota épületeinek nagy részét. 
A várpalota komoly restauráláson ment át a 19. század elejétől. A munkálatokat manapság a  Historic Scotland (Történelmi Skócia társaság) irányítja. Az épület egész évben fogadja a látogatókat, általában belépődíj ellenében, alkalmanként azonban lemondanak erről.  Nyaranta a szomszédos, 15. századbeli Szent Mihály-templom is nyitva áll a látogatók előtt, lehetővé téve Skócia legszebb fennmaradt középkori épületei közül ezen kettőnek egyidejű megtekintését.
A Historic Scotland ifjú túravezetőkkel folytat kísérletet. Más iskolák a helyi általános iskola 6. és 7. osztályos tanulóiból verbuvált fiatalok segítségével tekinthetik meg a kastélyt. A nyári hónapokban a fiatalok önkéntesen vállalkozhatnak ezekre a túravezetésekre.

## Fordítás
- Ez a szócikk részben vagy egészben  a   Linlithgow Palace című angol Wikipédia-szócikk ezen változatának fordításán alapul.  Az eredeti cikk szerkesztőit annak laptörténete sorolja fel. Ez a jelzés csupán a megfogalmazás eredetét és a szerzői jogokat jelzi, nem szolgál a cikkben szereplő információk forrásmegjelöléseként.

## Ajánlott olvasnivaló magyarul
- Gambaro, Cristina. Skót kastélyok, ford. Szabó Réka, Gabo Könyvkiadó (1999). ISBN 963-8009-31-4